# موندووی
موندووی (به ایتالیایی: Mondovì) یک کومونه در ایتالیا است که در استان کونیو واقع شده‌است.

## خصوصیات
موندووی ۸۷ کیلومترمربع مساحت و ۲۲٬۵۷۷ نفر جمعیت دارد و ۳۹۵ متر بالاتر از سطح دریا واقع شده‌است.